# ZTE Axon 10s Pro
Das ZTE Axon 10s Pro ist ein 5G-Smartphone des chinesischen Herstellers ZTE, das im Dezember 2019 angekündigt wurde und ab dem 6. Februar 2020 erhältlich war.
Das Axon 10s Pro war mit dem SoC-Prozessor Snapdragon 865 von Qualcomm ausgestattet, verbaut wurde das 5G-Modem X55 des gleichnamigen Herstellers. Es verfügte über schnellen UFS 3.0 Speicher, LPDDR5 Arbeitsspeicher, Wi-Fi 6, einen In-Display Fingerabdrucksensor und war damit in den Bereich der Oberklasse-Smartphones einzureihen.

## Einige Funktionen des Telefons wie folgt
- Rückendeckel Glas, Rahmen Metall